# Aurora, Illinois
Aurora là một thành phố ở tiểu bang Illinois, Hoa Kỳ. Đây là thành phố lớn thứ nhì bang, sau Chicago và thuộc vùng đô thị Chicago. Thành phố này thuộc quận Will. Thành phố có diện tích km2, dân số là 172.950 người (thời điểm năm 2009).